# Reggenza di Tasikmalaya
La Reggenza di Tasikmalaya (in indonesiano Kabupaten Tasikmalaya) è una reggenza (kabupaten) dell'Indonesia situata nella provincia di Giava Occidentale.